# Georg Hornemann

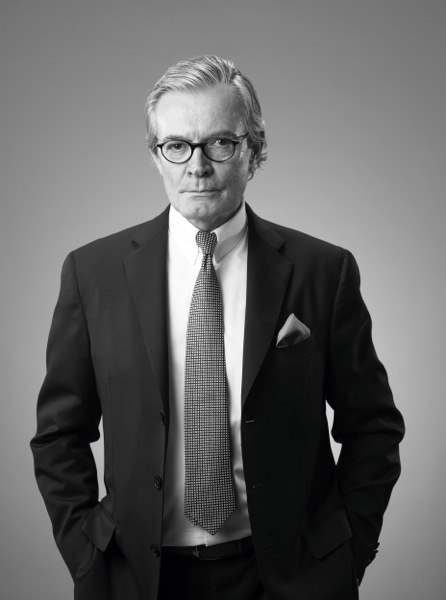
Georg Hornemann

Georg Hornemann (* 21. April 1940 in Dessau) ist ein deutscher Goldschmied und Schmuckkünstler sowie Gründer des gleichnamigen Unternehmens Georg Hornemann Goldschmiedeatelier KG, welches heute von seinem Sohn, Alexander Hornemann (* 31. Januar 1961 in Hilden), geführt wird.
Hornemann hat mit seinem Werk aus Schmuck und Kunstobjekten nationale und internationale Preise gewonnen. Er lebt und arbeitet in Düsseldorf und Berlin.

## Leben

### Kindheit, Jugend und Ausbildung
Georg Hornemann wurde 1940 in Dessau als eines von sechs Geschwistern geboren. Sein Vater war bei der Junkers Flugzeugwerk AG Dessau tätig – viele Jahre wollte Georg Hornemann daher Flugzeugbauer werden. Er verlebte eine streng katholische Kindheit.
Im Jugendalter zeigte sich ein besonderes zeichnerisches Talent. Mit 15 Jahren verließ Hornemann die Schule und ging bei einem der führenden Goldschmiede Dessaus, Goldschmiedemeister Kirsch, in die Lehre. Hier kam er in Berührung mit dem Geist des Bauhauses. Begleitend dazu besuchte er die „Berufsschule für Splittertechnik“.
Noch vor Errichtung der Mauer ging Georg Hornemann 1958 mit 18 Jahren nach Westdeutschland. Er kam dort bei Verwandten in Düsseldorf unter. In Essen machte er eine Lehre als Goldschmid und legte 1966 seine Meisterprüfung ab. Er fand eine Anstellung bei der Firma Weyersberg, einem der führenden Schmuckhäuser in Düsseldorf.

### Künstlerischer Werdegang
1967 bekam Hornemann die erste internationale Auszeichnung für herausragende Schmuckgestaltung und gewann in Folge weitere bedeutenden Wettbewerbe. 1973 machte sich der Goldschmied selbstständig und eröffnet sein eigenes Atelier in Düsseldorf. Zunächst belieferte er die Schmuckindustrie. Später widmete er sich fast ausschließlich der Kreation von ausgefallenen Einzelstücken. Anfang der 1970er Jahre wurden seine Entwürfe zunächst durch die Op-Art inspiriert, ab Mitte der 1970er Jahre sind sie geprägt von schmuckfremden Materialien wie antiken Münzen, byzantinischen Kreuzen, russischen Ikonen und japanischen Schwertteilen.
1982 wurde Georg Hornemann durch Sir Anthony Oppenheimer in die „Diamonds International Academy“ aufgenommen. Seine Schmuckstücke wurden in New York, Paris, London, Sydney, Singapur, Tokio, Hongkong, Zürich, Düsseldorf und Berlin gezeigt und erhielten Preise. Ab 1985 begann die Zusammenarbeit mit seinem Sohn Alexander Hornemann. Gemeinsam eröffneten sie 1996 auf der Königsallee 46 Verkaufsräume, die der Architekt Karl-Heinz Petzinka umbaute.
Mitte der 1990er Jahre entstanden erste große Silber- und Eisenobjekte, Schalen und Leuchter sowie die ersten stilisierten Blütenringe. Die Gestaltung der „bel objets“, zum Beispiel Gehstöcke mit Tiermotiven für seinen Freund und Künstler Markus Lüpertz, folgen.
Ab 2000 kreierte Hornemann seine sog. „Ringskulpturen“, inspiriert aus zeitgenössischer Architektur, Skulptur und Kunst. Fast zeitgleich entwickelte er die ersten Tisch- und Einrichtungsobjekte unter dem Namen „objet d’art“. Dazu gehören unter anderem große Kerzenleuchter mit Bergkristall, Eisen- und Silberschalen und verschiedene Tischobjekte wie Kröten und Echsen aus Silber und Bronze. Ab 2002 entstanden großformatige Flora- und Fauna-Broschen. Mit den sog. „Edel-Punk“-Arbeiten begann eine neue experimentelle Schaffensphase unter Verwendung innovativer Materialien: Die experimentellen Entwürfe für Armreifen aus Acryl veredelte er mit Platin, Diamanten und Saphiren.
2003 erschien im Dumont Verlag die erste bebilderte Publikation „Georg Hornemann Goldschmied“ über Hornemanns Werk mit Abbildungen von Entwürfen und Schmuckstücken seit den frühen 70er Jahren mit einem einleitenden Essay von Ulf Poschardt und einem Gedicht von Markus Lüpertz.
Das Lehmbruck Museum in Duisburg stellte 2012 in einer Einzelausstellung Schmuckkreationen, Kleinplastiken und Skulpturen des Künstlers aus. Zur Ausstellung erschien der Bildband „Georg Hornemann Objets d`Art, Ring zur Skulptur“ im Distanz Verlag mit Texten von Raimund Stecker, Bazon Brock, Rüdiger Joppien und Sandra Mühlenberend.
Ab 2006 stiftete und gestaltete Hornemann die Nadel der Medici, die jährlich vom Anna Maria Luisa de’ Medici e.V. an Unternehmen und Institutionen vergeben wird, die sich in der Kunst- und Kulturförderung der Region Düsseldorf engagieren. Nach einem eigenen Entwurf produziert Hornemann seit 1986 die im selben Jahr ins Leben gerufene und jährlich im Rahmen der Internationalen Filmfestspiele Berlin vergebene Berlinale Kamera. 2008 wurde das Design der Trophäe von Hornemann grundlegend überarbeitet. Sie zeigt seitdem eine Miniatur einer realen Filmkamera und besteht aus 128 einzelnen Silber- und Titanteilen, von denen viele beweglich sind.
2013 wurden in einer Ausstellung des Museum für Angewandte Kunst Köln (MAKK) unter dem Titel „Boys get skulls, girls get butterflies“ Exponate aus der museumseigenen Sammlung im Dialog mit Arbeiten aus dem Atelier Georg Hornemann gezeigt. Dabei wurden Kunstwerke verschiedener Epochen den Werken von Hornemann gegenübergestellt. Ebenfalls 2013 wurde Hornemann beauftragt, eine Replik des Kurhuts des Düsseldorfer Kurfürsten Jan Wellem, der kurz zuvor in Ausgrabungen gefunden wurde, anzufertigen.
2014 zeigte Hornemann in einer vom Künstler Markus Lüpertz kuratierten Einzelausstellung Kunstobjekte und Skulpturen bei der Stiftung für Kunst und Kultur e.V. Bonn. In der Galerie Christine Hölz stellte Hornemann 2015 zum ersten Mal seine Malerei und Skulpturen aus, inklusive der Installation „Krieg – Frieden“.
2016 eröffnete Hornemann eine Dependance der Georg Hornemann KG in Berlin. Im Rahmen dessen übergab Georg Hornemann die Geschäftsleitung des Unternehmens ganz an seinen Sohn Alexander, er selbst blieb künstlerischer Direktor. Der Bundesverband Deutscher Galerien und Kunsthändler zeichnete Hornemann 2017 mit dem Preis der Cologne Fine Art für sein Lebenswerk aus und widmete ihm eine Einzelausstellung auf der Messe der Cologne Fine Art mit einer Laudatio von Bildhauer Tony Cragg.
2019 wurde Hornemann eingeladen, im Rahmen einer Vortragsreihe „the vogue of vanitas and mortality“ an der Royal Academy of Arts London seine Memento Mori Arbeiten vorzustellen. Im gleichen Jahr stellte das Goldschmiedeunternehmen auf Einladung von Verena Lepper, Kuratorin am Ägyptischen Museum und Papyrus Sammlung der Staatlichen Museen zu Berlin, eigens für die Märchenausstellung „Cinderella, Sindbad & Sinuhe. Arbabisch-deutsche Erzähltraditionen“ entworfene Objekte im Neues Museum (Berlin) aus.
2020 zeigte Hornemann im Rahmen einer Ausstellung im Berliner Auktionshaus Villa Grisebach verschiedene Entwürfe seiner neuen kinetischen Ringskulpturen. Seit 2022 entwirft und stiftet Hornemann die jährlich verliehene Ehrennadel für den Verein Freunde der Nationalgalerie e.V.

### Künstlerkollaborationen
Georg und Alexander Hornemann kollaborieren regelmäßig mit anderen Künstlern und Kreativen, unter anderem Rita McBride, Bazon Brock, Thomas Grünfeld, Kris Martin, Alicja Kwade, Dimitrios Antonitsis, Paloma Varga-Weisz, Sissel Tolaas, Björn Dahlem, Olivia Berckemeyer, Leiko Ikemura, Michael Sailstorfer und 22/4 Hommes Femmes.

## Materialien und Themen
Hornemann arbeitet mit Edelsteinen und Gold, Silber, Platin, Bronze und Eisen, aber auch Corian. Zentral sind Motive aus Flora und Fauna, wobei er die natürlichen Formen vereinfacht und dabei das Ornamentale betont. Neben der Natur ist sein Werk beeinflusst von Märchen, Architektur und zeitgenössischer Kunst. Weiteres Thema ist das Spannungsfeld zwischen Leben und Tod. Sein Werk umfasst neben Schmuck auch Kleinskulpturen, Schalen und Objekte.

## Einordnung
Rüdiger Joppien stellt Hornemann hinsichtlich der Vielseitigkeit seines Entwurfsschaffens „in eine Traditionslinie mit Cellini, Jamnitzer, Dinglinger oder Lalique“.

## Ausstellungen
- 2007 „Georg Hornemann – Creatures“, Buchpräsentation und Ausstellung, Kunstsammlung Nordrhein-Westfalen K21, Düsseldorf
- 2009 „Objekte von Georg Hornemann“, Galerie Schönewald Fine Arts, Düsseldorf
- 2012 „Georg Hornemann – Objets d’art“, Einzelausstellung mit Skulpturen und Objekten im Lehmbruck Museum, Duisburg.
- 2013 “Boys get skulls, girls get butterflies”, Museum für Angewandte Kunst Köln (MAKK)
- 2014 Einzelausstellung, Stiftung für Kunst und Kultur e.V. Bonn
- 2014 Einzelausstellung, Galerie Christine Hölz Düsseldorf
- 2017 Einzelausstellung, Preisträger des Cologne Fine Art Preis
- 2019 Teilnahme an „Cinderella, Sindbad & Sinuhe“ Ausstellung im Neuen Museum Berlin
- 2020 Villa Grisebach, „Roundtrip - Ringskulpturen und Photographien“

## Preise und Auszeichnungen

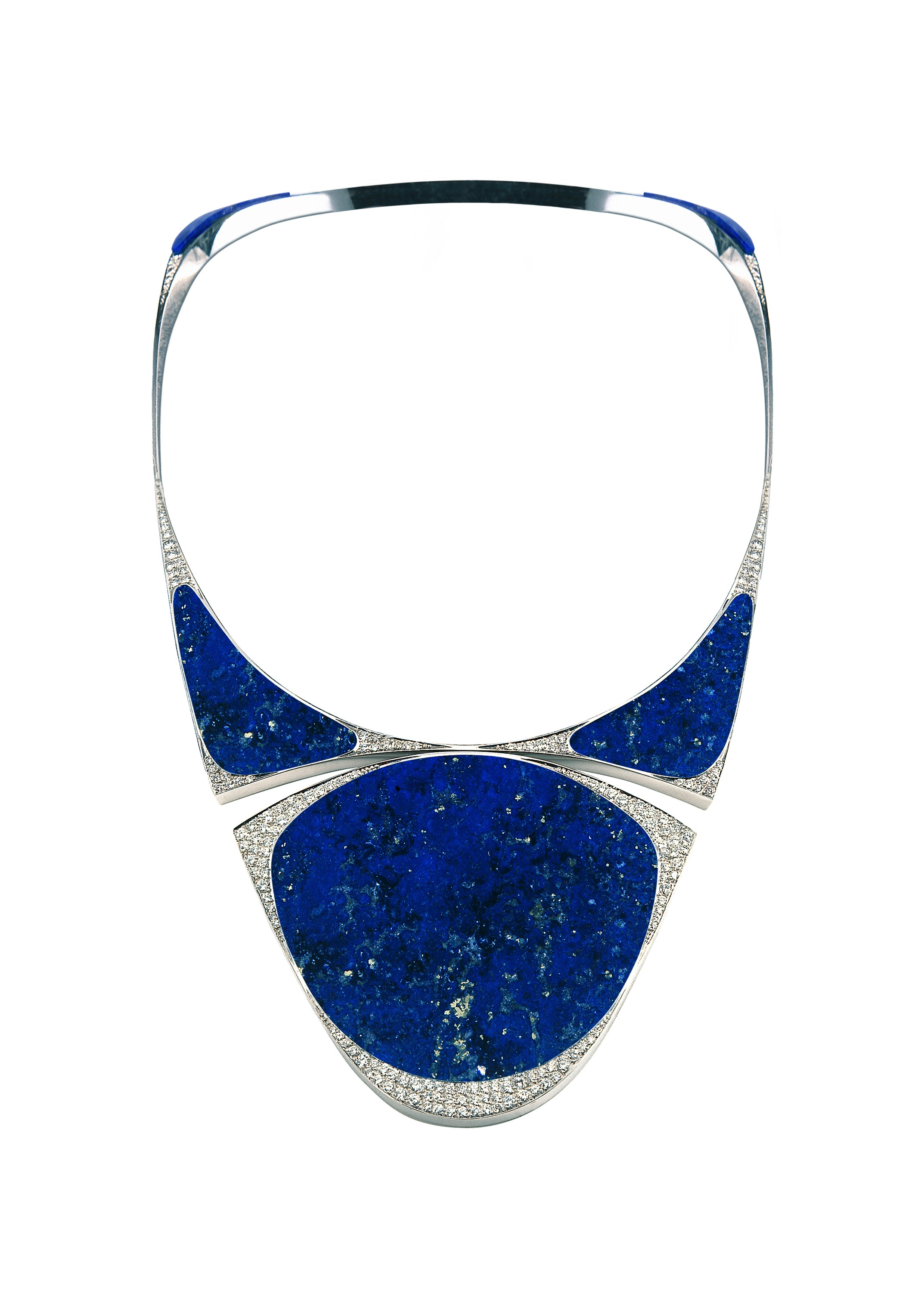
Sieger Entwurf Georg Hornemann, „Diamonds International Award San Francisco 1972“, Collier in Weißgold mit großflächigen Lapislazuli Steinteilen und Diamanten.

- 1967–1969, 1974 Auszeichnung „Prix de la Ville de Genève“
- 1967, 1969, 2× 1971, 1973 „Die goldene Lupe“, Wettbewerb der Gesellschaft der Edelsteinfreunde e.V. (GDE), Hanau
- 1968, 1970, 2× 1972 „Die goldene Muschel“, Wettbewerb der Gesellschaft der Edelsteinfreunde e.V. (GDE), Hanau
- 1968 „Diamonds-International Award“, New York
- 1970 Auszeichnung für vorbildliche Gestaltung, Gestaltungswettbewerb für Verlobungsringe
- 1970 Deutscher Schmuck – und Edelsteinpreis. Gesellschaft der Edelsteinfreunde e.V. (GDE), Hanau
- 1970 Auszeichnung im Georg-Lauer-Jubiläums-Wettbewerb
- 1972 „Diamonds-International Award“, San Francisco
- 1973 Verleihung des Preises „Juwel des Jahres“
- 1974 Drei Preise im Internationalen Dugena-Wettbewerb, Preisverleihung und Ausstellung in Pompeji
- 1974–1976 „Goldene Rose“ von Baden-Baden
- 1974 Goldmedaille im Internationalen Wettbewerb der Schmuckfabrikation „Zauber neuer Creationen“
- 1975 1. Preis im Wettbewerb „Diamanten heute“
- 1977 Zwei Auszeichnungen im Wettbewerb „Diamanten heute“ für hervorragende gestalterische Leistung
- 1977 Auszeichnung im Internationalen Schmuckwettbewerb zum 100 jährigen Bestehen des Kunstgewerbevereins Pforzheim
- 1978 1. und 2. Preis im 1. Internationalen Schmuckwettbewerb „Bijoux prèt a porter‚78“
- 1982 Auszeichnung mit dem „Diamonds-International Award“, Venedig
- 1982 Aufnahme in die „Diamonds-International Academy“, New York
- 1985 Auszeichnung der Platin-Gilde-International für hervorragende Gestaltung
- 1992 Gewinn des International Colored Diamond Award, Perth, Australien
- 2017 Auszeichnung mit dem Cologne Fine-Art-Preis in der Kategorie Kunsthandwerk